# Казе Нуове (Варезе)
Казе Нуове је насеље у Италији у округу Варезе, региону Ломбардија.
Према процени из 2011. у насељу је живело 301 становника. Насеље се налази на надморској висини од 230 м.